# Turbinellinae
Turbinellinae is een onderfamilie van weekdieren uit de klasse van de Gastropoda (slakken).

## Geslachten
- Cryptofusus Beu, 2011
- Syrinx Röding, 1798
- Turbinella Lamarck, 1799